# Informe Witold

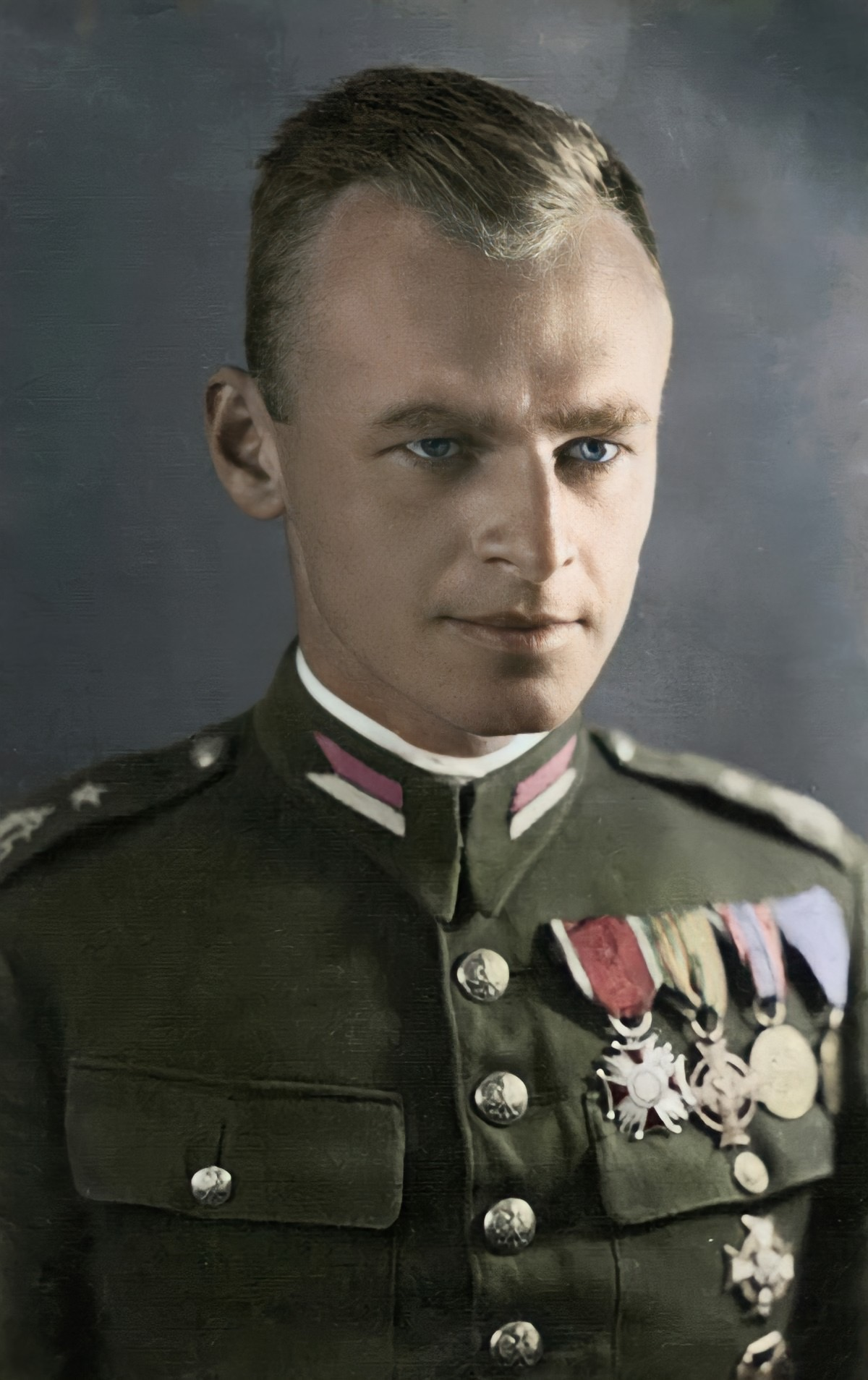
Witold Pilecki

El Informe Witold, también conocido como Informe Pilecki, es un informe sobre el campo de concentración de Auschwitz escrito en 1943 por Witold Pilecki, un oficial militar polaco y agente de la resistencia polaca. Pilecki se ofreció como voluntario en 1940 para ser encarcelado en Auschwitz, con el objetivo de organizar un movimiento de resistencia y enviar información sobre lo que ocurría en el campo. Este informe fue el primer registro completo de un campo de exterminio del Holocausto obtenido por los Aliados. Escapó del campo en abril de 1943.
El informe incluye detalles sobre las cámaras de gas, " Selektion " y los experimentos de esterilización. Afirma que había tres crematorios en Auschwitz II capaces de incinerar a 8.000 personas al día.
El Informe Witold precedió y complementó los Protocolos de Auschwitz, recopilados desde finales de 1943, que advertían sobre los asesinatos en masa y otras atrocidades que estaban ocurriendo dentro del campo. Los Protocolos de Auschwitz los forman el Informe Principal Polaco escrito por Jerzy Tabeau, quien escapó con Roman Cieliczko el 19 de noviembre de 1943 y compiló un informe entre diciembre de 1943 y enero de 1944; el informe Vrba-Wetzler; y el informe Rosin - Mordowicz.

## Antecedentes
El 9 de noviembre de 1939, después de que el ejército polaco fuera derrotado en la invasión de Polonia, el capitán de caballería Witold Pilecki junto con su comandante, el mayor Jan Włodarkiewicz, fundaron el Ejército Secreto Polaco ( Tajna Armia Polska o TAP). En 1940, Pilecki presentó a sus superiores un plan para ingresar al campo de concentración alemán de Auschwitz, reunir información sobre el campo desde el interior y organizar la resistencia de los reclusos. En ese momento se sabía poco sobre la forma en que los alemanes dirigían el campo, ya que parecía funcionar como un campo de internamiento o de prisioneros. Sus superiores aprobaron el plan y le proporcionaron una tarjeta de identidad falsa a nombre de "Tomasz Serafiński". El 19 de septiembre de 1940, salió deliberadamente durante una redada en las calles de Varsovia (łapanka) y fue capturado por los alemanes junto con unos 2.000 civiles. Después de dos días de detención en el cuartel de la Guardia de Caballería Ligera, donde los presos sufrían palizas con porras de goma, Pilecki fue enviado a Auschwitz y se le asignó el número de recluso 4859.

### En Auschwitz
Dentro del campo, Pilecki organizó la Unión clandestina de Organizaciones Militares (Związek Organizacji Wojskowej o ZOW), que conectaba otras organizaciones clandestinas más pequeñas. Pilecki planeó un levantamiento general en Auschwitz y esperaba que los aliados dejaran caer armas o tropas en el campo (muy probablemente la 1.ª Brigada de Paracaidistas Independientes Polaca, con base en Gran Bretaña), y que el Ejército Nacional organizaría un asalto al campo desde fuera. En 1943, la Gestapo redobló sus esfuerzos para descubrir a los miembros de ZOW, logrando matar a muchos de ellos. Pilecki decidió escapar del campo, con la esperanza de convencer personalmente a los líderes del Ejército Nacional sobre su idea de un levantamiento en Auschwitz. En la noche del 26 al 27 de abril de 1943, Pilecki consiguió escapar, pero el Ejército Nacional no aceptó su plan de insurgencia, ya que los Aliados consideraron exagerados sus informes sobre el Holocausto.[cita requerida]

## El informe Witold
La red de inteligencia de ZOW dentro del campo comenzó a enviar informes regulares al Ejército Nacional desde octubre de 1940. A partir de noviembre de 1940, la primera información sobre el genocidio ocurrido en el campo se envió a través de ZOW al Cuartel General del Ejército Nacional en Varsovia. Desde marzo de 1941 en adelante, los mensajes de Witold Pilecki fueron enviados al gobierno polaco en el exilio en Londres y, a través de él, al gobierno británico y otros gobiernos aliados. Estos testimonios mantuvieron informados a los aliados sobre el desarrollo del Holocausto y fueron la principal fuente de inteligencia sobre Auschwitz-Birkenau para los aliados occidentales.
El 20 de junio de 1942 los polacos Eugeniusz Bendera, Kazimierz Piechowski, Stanisław Gustaw Jaster y Józef Lempart, escaparon del campo de Auschwitz. Vestidos como miembros de la SS-Totenkopfverbände, completamente armados y en un automóvil Steyr 220 que pertenecía a Rudolf Höss de las SS, salieron por la puerta principal. Jaster, miembro de la ZOW, llevaba consigo un informe detallado sobre las condiciones en el campo, escrito por Pilecki. Los alemanes no volvieron a capturar a ninguno de ellos.
Después de la fuga de Auschwitz el 27 de abril de 1943, Pilecki escribió lo que después se conoció como el Informe Witold. El informe fue firmado por otros miembros de la clandestinidad polaca que trabajaron con la ZOW: Aleksander Wielopolski, Stefan Bielecki, Antoni Woźniak, Aleksander Paliński, Ferdynand Trojnicki, Eleonora Ostrowska y Stefan Miłkowski, e incluía una sección llamada "Teren S" que contenía una lista de miembros de la ZOW. Más tarde, después de su liberación del campo de prisioneros de guerra alemán en Murnau en 1945, Pilecki compiló una versión del informe que tenía más de 100 páginas.
La primera publicación del Informe Witold tuvo lugar en 2000, 55 años después de la guerra. En 2012 se publicó una traducción al inglés con el título The Auschwitz Volunteer: Beyond Bravery.

## Otras lecturas
1. Adam Cyra, Ochotnik do Auschwitz. Witold Pilecki 1901-1948 ,ISBN 83-912000-3-5, Chrześcijańskie Stowarzyszenie Rodzin Oświęcimskich, Oświęcim 2000
2. Cyra, Adam Spadochroniarz Urban [Paracaidista urbano], Oświęcim 2005.
3. Cyra, Adam y Wiesław Jan Wysocki, Rotmistrz Witold Pilecki, Oficyna Wydawnicza VOLUMEN, 1997.ISBN 83-86857-27-7
4. Jacek Pawłowicz, Rotmistrz Witold Pilecki 1901–1948, 2008,ISBN 978-83-60464-97-7 .
5. Pie, Michael Richard Daniell (2003), Seis caras del valor. Agentes secretos contra la tiranía nazi. Witold Pilecki, Leo Cooper,ISBN 0-413-39430-1
6. Lewis, Jon E. (1999), The Mammoth Book of True War Stories, Carroll & Graf Publishers,ISBN 0-7867-0629-5
7. Piekarski, Konstanty R. (1990), Escaping Hell: The Story of a Polish Underground Officer in Auschwitz and Buchenwald, Dundurn Press Ltd.,ISBN 1-55002-071-4
8. Tchorek, Kamil (12 de marzo de 2009), Double life of Witold Pilecki, el voluntario de Auschwitz que descubrió los secretos del Holocausto, Londres: The Times, http://www.timesonline.co.uk/tol/news/world/europe/article5891132 .ece, consultado el 16 de marzo de 2009
9. Wyman, David S .; Garlinski, Jozef (diciembre de 1976), "Review: Jozef Garlinski. Fighting Auschwitz: The Resistance Movement in the Concentration Camp ", American Historical Review (American Historical Association) 81 (5): 1168-1169, doi 10.2307/1853043   ,ISSN 0002-8762
10. Ciesielski E., Wspomnienia Oświęcimskie [Memorias de Auschwitz], Cracovia, 1968
11. Garlinski, Jozef, Fighting Auschwitz: the Resistance Movement in the Concentration Camp, Fawcett, 1975,ISBN 0-449-22599-2, reimpreso por Time Life Education, 1993.ISBN 0-8094-8925-2 (ver también reseña en The Times )
12. Gawron, W. Ochotnik do Oświęcimia [Voluntario de Auschwitz], Calvarianum, Museo de Auschwitz, 1992
13. Patricelli, M. "Il volontario" [El voluntario], Laterza 2010, ISBN 88-420-9188-X .
14. Wysocki, Wiesław Jan. Rotmistrz Pilecki, Pomost, 1994. ISBN 83-85209-42-5
15. Kon Piekarski "Escaping Hell: The Story of a Polish Underground Officer in Auschwitz and Buchenwald", Dundurn Press Ltd., 1989,ISBN 1-55002-071-4 ,ISBN 978-1-55002-071-7